# Rob Hawkins

a Compétitions nationales et continentales officielles uniquement.

Dernière mise à jour le 24 décembre 2012.
Rob Hawkins, né le 14 avril 1983 à Taunton est un joueur anglais de rugby à XV évoluant au poste de talonneur.

## Biographie
Il rejoint Bristol Rugby en 2016 après avoir passé auparavant deux saisons avec Newcastle. Il joue une saison avec ce club, avant de prendre sa retraite de joueur en 2017.